# 삼성출판사
삼성출판사(三省出版社, Samseong Publishing Co., Ltd.)는 대한민국의 출판사이다. 
세번 성찰한다라는 의미로 시작해 유아동 전집 사업을 통해 확장된 업체다. 
본사는 서울특별시 서초구 명달로 94에 있으며 총 7층으로 이루어져 있다. 유아·어린이 전용 서적을 출간하고 있으며 대표 브랜드로 핑크퐁, 마이 리틀 타이거, 삼성 영어, 리틀라이프 등이 있다.

## 역사
1964년 3월에 설립되었다. 1984년 8월에는 대한민국의 출판사로는 최초로 기업 공개를 단행한 상장 기업체가 되었는데 신주 공모를 통해 들어온 주식은 100만주, 자본금은 20억원에 달했다. 1984년 8월에는 계열사인 아트박스를, 1988년 2월에는 계열사인 한국시스맥스를 설립했다.
1990년 6월에는 삼성출판박물관을 설립했으며 1992년 8월에는 계열사인 F&F(옛 벤아트)를 설립했다. 1995년 4월에는 중부고속도로 하남방향 이천휴게소 운영권을 획득했다. 1996년 6월부터 2004년 7월까지 월간 컴퓨터 잡지 《HOWpc》를 발행했고 1999년 9월에는 월간 육아잡지 《Babee》(베이비)를 창간했다.
2000년 1월에는 (주)엔에스에프로 상호를 변경하였고, 2002년 7월 3일에는 기업을 분할하여 (주)에프앤에프로 상호를 변경하고 (주)삼성출판사를 신설 법인으로 설립하였다.
2003년 10월에는 서울특별시 서초구 서초동에 위치한 신축 사옥이 준공되었다. 2009년 3월에는 초등학교 영어 전문 학원 삼성영어 프랜차이즈 사업을 실시했다.
2016년에는 my little tigerr(마이리틀 타이거) 브랜드를 신설해 온오프라인 통합 유아용품편집샵 사업을 시작했다. 오프라인 매장은 전국 약 50개 매장으로 운영되고 있으며 주로 백화점과 대형 쇼핑몰에 입점해있다.
이후 little life 브랜드를 통해 영유아 통합 리빙 브랜드를 창설했다.

## 관련 브랜드
- 아트박스
- 이천쌀휴게소 (하남 방향 한정)